# MBNL3
MBNL3 (англ. Muscleblind like splicing regulator 3) – білок, який кодується однойменним геном, розташованим у людей на X-хромосомі. Довжина поліпептидного ланцюга білка становить 354 амінокислот, а молекулярна маса — 38 532.
| 10         |  | 20         |  | 30         |  | 40         |  | 50         |
| ---------- |  | ---------- |  | ---------- |  | ---------- |  | ---------- |
| MTAVNVALIR |  | DTKWLTLEVC |  | REFQRGTCSR |  | ADADCKFAHP |  | PRVCHVENGR |
| VVACFDSLKG |  | RCTRENCKYL |  | HPPPHLKTQL |  | EINGRNNLIQ |  | QKTAAAMFAQ |
| QMQLMLQNAQ |  | MSSLGSFPMT |  | PSIPANPPMA |  | FNPYIPHPGM |  | GLVPAELVPN |
| TPVLIPGNPP |  | LAMPGAVGPK |  | LMRSDKLEVC |  | REFQRGNCTR |  | GENDCRYAHP |
| TDASMIEASD |  | NTVTICMDYI |  | KGRCSREKCK |  | YFHPPAHLQA |  | RLKAAHHQMN |
| HSAASAMALQ |  | PGTLQLIPKR |  | SALEKPNGAT |  | PVFNPTVFHC |  | QQALTNLQLP |
| QPAFIPAGPI |  | LCMAPASNIV |  | PMMHGATPTT |  | VSAATTPATS |  | VPFAAPTTGN |
| QLKF       |  |            |  |            |  |            |  |            |

A: Аланін

C: Цистеїн

D: Аспарагінова кислота

E: Глутамінова кислота

F: Фенілаланін

G: Гліцин

H: Гістидин

I: Ізолейцин

K: Лізин

L: Лейцин

M: Метіонін

N: Аспарагін

P: Пролін

Q: Глутамін

R: Аргінін

S: Серин

T: Треонін

V: Валін

W: Триптофан

Кодований геном білок за функцією належить до білків розвитку. 
Задіяний у таких біологічних процесах, як процесинг мРНК, сплайсинг мРНК, альтернативний сплайсинг. 
Білок має сайт для зв'язування з іонами металів, іоном цинку. 
Локалізований у цитоплазмі, ядрі.